# 吉林大学口腔医院
吉林大学口腔医院（英語：Hospital of Stomatology, Jilin University），校内称吉林大学白求恩口腔医院（英語：The Bethune Hospital of Stomatology, Jilin University），创立于1985年，是吉林省唯一一所三级甲等口腔科医院，位于中华人民共和国吉林省长春市朝阳区清华路1500号，总建筑面积3.54万平方米，拥有床位90张，现有员工600余人，是卫生部直属医院。